# C/2021 A1 (Leonard)
C/2021 A1 (Leonard) war ein Komet, der um den Jahreswechsel 2021/2022 mit dem bloßen Auge zu beobachten war. Bei seiner Annäherung an die Sonne zerfiel er vollständig.

## Entdeckung und Beobachtung
Der Komet wurde am 3. Januar 2021 (auf den Tag genau ein Jahr vor seiner größten Annäherung an die Sonne) von Gregory J. Leonard am Mount-Lemmon-Observatorium bei Tucson im US-Bundesstaat Arizona auf Aufnahmen an einem 1,5-m-Teleskop bei einer Helligkeit von 19 mag entdeckt. Zu diesem Zeitpunkt war C/2021 A1 etwa 5,1 AE von der Sonne und 4,9 AE der Erde entfernt. Er war der erste im Jahr 2021 entdeckte Komet. Nachträglich konnte er auf Aufnahmen (ebenfalls im Rahmen des Mount Lemmon Survey) nachgewiesen werden, die bis zum 11. April 2020 zurückreichen.

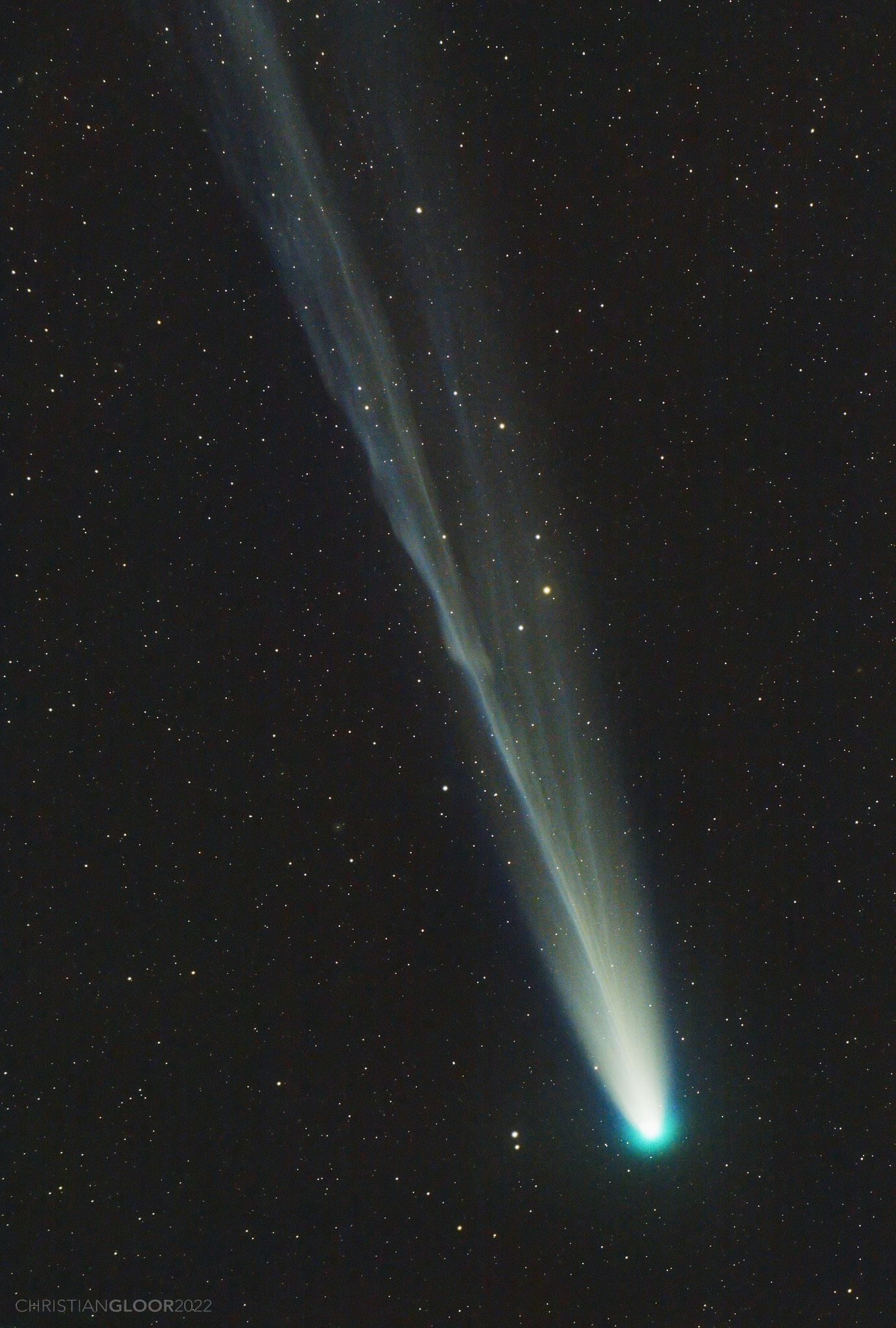
Komet Leonard am 2. Januar 2022, bereits im Zustand fortschreitender Auflösung.

Als sich zeigte, dass der Komet der hellste des Jahres 2021 werden könnte, wurde er in vielen populären Veröffentlichungen angekündigt. Die Helligkeit des Kometen war auch wie erwartet im November rasch angestiegen. Am Morgen des 6. Dezember stand C/2021 A1 etwa 5,2° von Arktur entfernt am Himmel und seine Helligkeit erreichte Mitte Dezember etwa 4–5 mag. Kurz nach dem 15. Dezember gab es einen deutlichen Anstieg der Helligkeit bis auf etwa 3 mag, so dass der Komet unter günstigen Umständen mit bloßem Auge sichtbar war. Zugleich wurden die Messwerte der Helligkeit aber auch stark schwankend in einer Schwankungsbreite von 2 mag. Am 18. Dezember passierte der Komet die Venus von der Erde aus gesehen in 5° Abstand, dies war nicht nur ein perspektivischer Effekt, sondern es handelte sich um eine physische Annäherung beider Himmelskörper. Die Gestalt des Kometen änderte sich in der Folge zu einer stärkeren Diffusität und der Schweif trat im Januar deutlicher hervor als der Kopf.
Bereits Anfang Januar 2022 war die Helligkeit wieder unter 5 mag gefallen und Beobachtungen waren danach nur noch mit optischen Instrumenten, insbesondere von der Südhalbkugel, möglich. Bis zum März war die Helligkeit auf nur mehr 11 mag gefallen und vom Kometen war nur noch eine verwaschene Staubwolke zu finden, Messungen Ende Mai lagen bei 13 mag.

## Wissenschaftliche Auswertung
Im Spektrum des Kometen wurden am 3. Dezember an der Universitäts-Sternwarte Jena zahlreiche Emissionslinien von NH2, C2, und neutralem Sauerstoff im Spektralbereich zwischen 500 and 700 nm detektiert.
Da für den Kometen hinreichende Daten vorlagen über die auf ihn einwirkenden nicht-gravitativen Kräfte durch Ausgasung insbesondere von Wasser und ebenso über die Menge an sublimierendem Wasser (für den Kometen Leonard in 1 AE Abstand von der Sonne in der Größenordnung von 3∙1028 Molekülen pro Sekunde, entsprechend 900 kg/s), konnte der Radius des Kometenkerns mit zwei verschiedenen Methoden abgeschätzt werden. Es wurde dafür ein Wert von 0,6 ± 0,2 km gefunden. Als plausible Ursache für den Zerfall des Kerns konnte unter mehreren Ursachen nur eine zunehmend beschleunigte Rotation, ausgelöst durch Ausgasungsdrehmomente von sublimierendem Wassereis, gefunden werden.

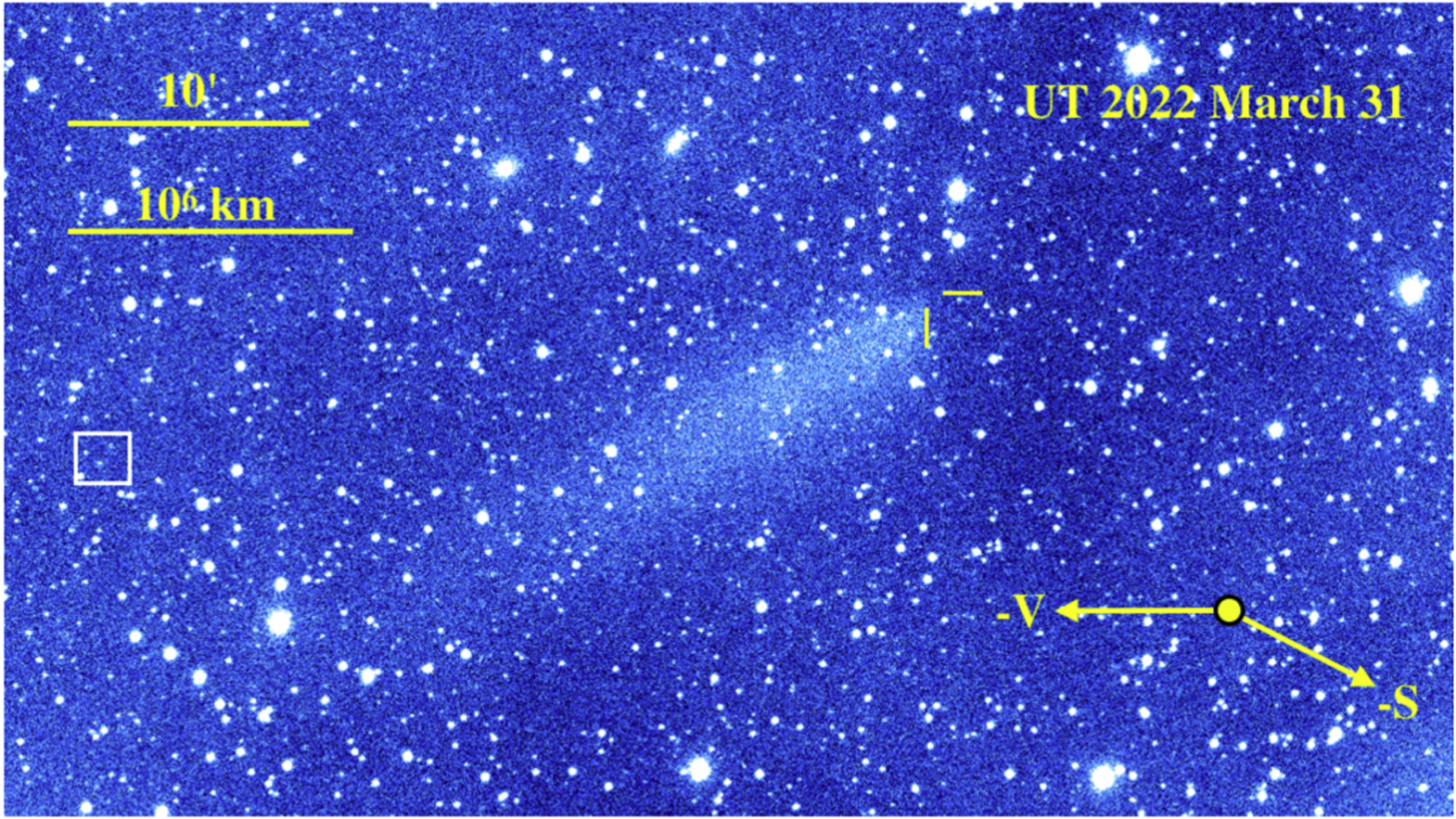
Verbliebenes Trümmerfeld des Kometen Leonard am 31. März 2022. Der zerfallene Kometenkern müsste sich an der mit kurzen gelben Strichen markierten Stelle befinden.

Nachdem durch Messungen der Emissionen des Hydroxyl-Radikals OH bei 18 cm Wellenlänge am Nançay-Radioobservatorium bemerkt wurde, dass sich die Ausgasungsrate des Kometen etwa ab Mitte Dezember 2021 innerhalb weniger Tage um den Faktor 8 erhöhte 
und in der Folge bis in den Januar 2022 hinein auch eine morphologische Veränderung des Kometen beobachtet wurde, wurde er gezielt am 31. März mit einem Teleskop am Lake Boga Observatory in Swan Hill, Australien, und vom 5. April bis 7. Juni viermal mit dem Hubble-Weltraumteleskop beobachtet, um seinen vermuteten Zerfall genauer zu verfolgen. Wie erwartet, konnte auf den hochauflösenden Aufnahmen keine Spur des Kometenkerns mehr gefunden werden, aber auch keine erkennbaren Trümmerstücke, sondern nur noch durch Staub gestreutes Sonnenlicht.
Aus der zuvor bestimmten Größe des Kometenkerns wurde eine Masse von etwa 450 Mio. Tonnen errechnet. Aus der zeitlichen Entwicklung der Gestalt der verbleibenden Staubwolke konnte für den Zeitpunkt des Beginns des Zerfalls des Kometenkerns der 11. Dezember 2021 ± 10 Tage bestimmt werden. Der Zerfallsprozess könnte sich über Wochen erstreckt haben, danach gab es keine Trümmerstücke, die einen Radius größer als 60 m hatten oder schwerer als ein Tausendstel der ursprünglichen Gesamtmasse gewesen wären, die kleinsten Partikel lagen im Submillimeterbereich.

## Umlaufbahn
Von seinen ersten Beobachtungen bis zu seiner Auflösung konnten aus 2421 Beobachtungsdaten über einen Zeitraum von 1 ¾ Jahren Bahnelemente einer temporär hyperbolischen Umlaufbahn bestimmt werden. Die Bahn des Kometen war um rund 133° gegen die Ekliptik geneigt, sie verlief damit schräg gestellt zu den Bahnebenen der Planeten und er durchlief seine Bahn gegenläufig (retrograd) zu ihnen. Im sonnennächsten Punkt (Perihel), den der Komet am 3. Januar 2022 durchlaufen hat, war er etwa 92,0 Mio. km von der Sonne entfernt und bewegte sich damit etwas innerhalb des Bereichs der Umlaufbahn der Venus. Bereits am 12. Dezember 2021 hatte sich der Komet der Erde bis auf etwa 34,9 Mio. km (0,23 AE) genähert und war dann am 18. Dezember im ungewöhnlich geringen Abstand von nur 4,26 Mio. km an der Venus vorbeigegangen. Am 6. Januar 2022 erfolgte eine Annäherung an den Merkur bis auf etwa 59,2 Mio. km.
In der Nähe des absteigenden Knotens seiner Umlaufbahn bewegte sich der Komet um den 17. Dezember 2021 in geringer Nähe zur Umlaufbahn der Venus, und zwar in nur etwa 55.000 km Abstand dazu. Das entspricht nur wenig mehr als dem vierfachen Durchmesser des Planeten. Die Venus erreichte diese Stelle ihrer Bahn etwa drei Tage danach.
Nach den Bahnelementen, wie sie in der JPL Small-Body Database angegeben sind und die auch nicht-gravitative Kräfte auf den Kometen berücksichtigen, hatte seine Bahn lange vor seiner Passage des inneren Sonnensystems noch eine Exzentrizität von etwa 0,999697 und eine Große Halbachse von etwa 2035 AE, so dass seine Umlaufzeit bei etwa 92.000 Jahren lag. Es handelte sich damit definitiv um einen „dynamisch alten“ Kometen, der bereits zuvor in Sonnennähe gewesen war.

## Meteorschauer auf der Venus
Der nahe Vorbeigang des Kometen an der Venus am 18. Dezember 2021 gehört zu den dichtesten Annäherungen eines langperiodischen Kometen an einen Planeten, die man kennt. Nur der Vorbeigang des Kometen C/2013 A1 (Siding Spring) am Mars am 19. Oktober 2014 erfolgte in noch geringerem Abstand. Dabei wurde ein Meteorschauer auf dem Mars verursacht aus Staubpartikeln, die aus dem Schweif des Kometen in die Marsatmosphäre eindrangen.
Nach ersten Bahnberechnungen des Kometen Leonard wurde auch die Möglichkeit untersucht, dass ein solcher Meteorschauer auf der Venus stattfinden könnte. Die Umlaufbahnen des Kometen und der Venus kommen sich an einer Stelle sehr nahe und nur drei Tage nachdem der Kometenkern diese Stelle passiert hätte, würde die Venus diese Stelle passieren und dabei noch einen Teil des Kometenschweifs streifen. Aus Beobachtungen des Kometen mit dem Lowell Discovery Telescope (LDT) am Lowell-Observatorium in Arizona im Januar und März 2021 und mit dem Hale-Teleskop am Palomar-Observatorium in Kalifornien im März 2021 wurden Gas- und Staubproduktion des Kometen bestimmt. Im Staubschweif wurden dabei hauptsächlich Partikel von 0,1–1 mm Größe festgestellt, eine Gasproduktion wurde zu diesen Zeitpunkten nicht nachgewiesen. Am ehesten für ein Auftreffen auf die Venus würden Staubpartikel von 1 mm Größe oder mehr in Frage kommen, die sich Jahre zuvor in einem Sonnenabstand von 30 AE oder mehr vom Kometenkern gelöst hatten und diesem auf seiner Bahn folgten. Solche großen Partikel sind nicht zu beobachten, da sie nur ungenügend Sonnenlicht streuen, sie wären aber möglicherweise von der Erde aus zu beobachten, wenn sie am 19. Dezember 2021 zwischen 20 und 22 Uhr UT mit einer Geschwindigkeit von 78 km/s auf der Nachtseite der Venus in deren Atmosphäre eindrängen. Auch ein Eintrag von Metallen in die Venusatmosphäre wäre vielleicht spektroskopisch nachzuweisen. Beobachtungsergebnisse dazu sind bisher nicht bekannt.